# Baisha, Xinning
Baisha är en köping i Kina. Den ligger i provinsen Hunan, i den södra delen av landet, omkring 270 kilometer sydväst om provinshuvudstaden Changsha. Antalet invånare är 2 880.
Runt Baisha är det ganska tätbefolkat, med 192 invånare per kvadratkilometer. Baisha är det största samhället i trakten. I omgivningarna runt Baisha växer i huvudsak blandskog.
Genomsnittlig årsnederbörd är 1 833 millimeter. Den regnigaste månaden är maj, med i genomsnitt 273 mm nederbörd, och den torraste är oktober, med 56 mm nederbörd.